# Isoglossa variegata
Isoglossa variegata är en akantusväxtart som beskrevs av I.Darbysh.. Isoglossa variegata ingår i släktet Isoglossa och familjen akantusväxter. Inga underarter finns listade i Catalogue of Life.